# Lies
"Lies" je pjesma sastava Evanescence s njihova demoalbuma Origin. Bruce Fitzhugh iz grupe Living Sacrifice je muški gostujući vokal na ovoj pjesmi, a Stephanie Pierce prateći vokal. Za ovu pjesmu snimljena je i obrada 2001. – 2002., ali nije službeno izašla i jako je rijetka.
Pojam lies (laži) se također spominje u glazbenom videu za pjesmu "Everybody's Fool" kao naziv proizvoda koji se prodaju.